# برج گربراندی
برج گربراندی برجی است که در شهر آیسلستاین، کشور هلند قرار دارد. این برج ۳۶۶٫۸ متر ارتفاع دارد و در سال ۱۹۶۱ ساخته شده است.